# موت اللورد إدجوير
موت اللورد إدجوير (بالإنجليزية: Lord Edgware Dies)‏ هو عنوان رواية أدب بوليسي للكاتبة البريطانية أغاثا كريستي، أصدرتها دار نشر كولنز كرايم كلاب في المملكة المتحدة في سبتمبر من عام 1933 ونشرتها لاحقًا شركة دود ميد أند كومباني في الولايات المتحدة في العام نفسه تحت عنوان ثلاثة عشر شخصًا على العشاء. أُصدِرت الرواية على هيئة سلسلة من ستة إصدارات (بين شهري مارس وأغسطس من عام 1933) قبل أن تصدر بصورة كتاب وذلك في مجلة ذي أمريكان تحت عنوان 13 شخصًا على العشاء.
يظهر في الرواية هيركيول بوارو وآرثر هاستنغز وكبير المفتشين جاب. تطلب ممثلة أمريكية متزوجة من اللورد إدجوير من بوارو مساعدتها لتتطلق من زوجها. يوافق بوارو على مساعدتها، ويقابل زوجها. تظهر الممثلة في ذلك المساء في عشاء مع ثلاثة عشر ضيفًا، وهناك خرافة حول ذلك الأمر. يُعثَر في اليوم التالي على اللورد إدجوير وممثلة أمريكية أخرى مقتولين، كلٌ في منزله. يحقق بوارو في ذلك.
تلقَّت الرواية استحسانًا عند نشرها في كل من لندن ونيويورك، وأٌشيرَ إلى أن الدليل الذي ظهر من خلال تعليق أحد الغرباء عن طريق الصدفة هو أمر مبتكر. قال النقاد لاحقًا عن الرواية إنها ذكية وغير اعتيادية.

## ملخص الحبكة
أثناء حضور هيركيول بوارو عرضًا للفنانة الانطباعية كارلوتا آدامز، تأتي إليه الممثلة جين ويلكنسون، وتطلب منه مساعدتها في إقناع زوجها اللورد إدجوير بأن يطلقها. يوافق بوارو على ذلك، ولكنه يتفاجأ عندما يعلم بأن إدجوير قد وافق مسبقًا على أمر الطلاق وأرسل رسالة إلى زوجته مؤكدًا ذلك، ولكن ويلكنسون تُنكر استلامها. يُخبر المفتش جاب في اليوم التالي بوارو وصديقه آرثر هاستنغز بأنه عثر على إدجوير مقتولًا في منزله في ريجنت غايتس في مساء اليوم السابق عن طريق تلقيه طعنة في العنق. يُشاهد كبير خدم إدجوير ومساعده السيدة ويلكنسون تزور زوجها ليلًا، بينما تكشف صحيفة صباحية حضورها حفل عشاء ذلك المساء ويؤكد ضيوفها ذلك. سرعان ما يصبح بوارو قلقلًا بشأن سلامة آدمز الشخصية، التي اعتقد أنها قد تكون انتحلت شخصية ويلكنسون. يُعثَر عليها مقتولة في الصباح اليوم ذاته نتيجة جرعة زائدة من الفيرونال.
يلاحظ بوارو في بحثه عن الإجابات بعض الحقائق: حديث براين مارتن الذي كان عشيق ويلكنسون قبل مقابلتها لدوق ميرتون الثري ووصفه لها بمرارة بأنها شخص غير أخلاقي، ومشاهدتها من قبل دونالد روس الذي كان ضيفًا في الحفل وهي تقوم بمكالمة هاتفية تلقتها من أحد الأشخاص في تلك الليلة، وامتلاك آدمز زوجًا من النظارات عديمة الساعدين بالإضافة إلى حقيبة ذهبية كانت تضع فيها الدواء، والتي كانت تحوي في داخلها كتابات محيرة، وابن أخت إدجوير رونالد مارش الذي قطع عنه خاله المصروف قبل ثلاثة أشهر، واختفاء مبلغ من المال كان في حوزة إدجوير، إضافةً إلى كبير الخدم. بعد معرفة بوارو أن آدامز قد أرسلت رسالة إلى أختها في أمريكا قبل موتها، يُقدم طلبًا للحصول عليها. تُرسل نسخة بصورة برقية، يتبين من خلالها أنه عُرضَ على آدامز مبلغ 10,000 دولار مقابل المساعدة في رهان صغير، يشك بوارو بأنها استُؤجرَت لانتحال شخصية ويلكنسون.
سرعان ما يلقي جاب القبض على مارش استنادًا إلى تلك الرسالة. ينكر مارش استئجاره آدمز أو قتله لخاله، ولكنه يقول إنه ذهب برفقة ابنة خاله جيرالدين إلى ريجنت غايتس ليلة وقوع الجريمة، حيث شاهد مارتن يغادر المنزل وكانت تأخذ منه شيئًا في تلك الأثناء. يتلقى بوارو لاحقًا الرسالة الأصلية عبر البريد، ويلاحظ بعض الأشياء الغريبة فيها. يذهب هاستنغز إلى حفل غداء برفقة ويلكنسون وروس، ويتحدث الضيوف عن باريس طروادة. تعتقد ويلكنسون أنهم يتحدثون عن العاصمة الفرنسية. يُسِر روس الذي حيره ذلك بمخاوفه إلى هاستنغز. ويجري لاحقًا مكالمة هاتفية مع بوارو، ولكنه يُطعن حتى الموت قبل أن يستطيع شرح التفاصيل. يسمع بوارو أثناء بحثه عن الأجوبة عن طريق الصدفة تعليقًا قادمًا من الحشد الذي كان يغادر المسرح، ويؤدي به ذلك إلى التحدث مع أليس خادمة ويلكنسون.

## شخصيات الرواية
- هيركيول بوارو: محقق بلجيكي
- الكابتن هستنغز: صديق لبوارو يصغره سنا، وقد عاد للتو إلى انجلترا قادما من الأرجنتين.
- جاين ويلنكسون: ممثلة أمريكية جميلة، وزوجة اللورد ادجوير.
- اللورد ادجوير: بارون إنجليزي، ذو شخصية غريبة.
- الانسة جيرالدين مارش: ابنة اللورد إدجوير من زواجه الأول، وتقيم معه في بيته.
- الكابتن رونالد مارش: قريب اللورد إدجوير (ابن اخيه) ووريث لقبه.
- كارلوتا ادمز: ممثلة أمريكية تقوم بجولة في لندن وباريس.
- جنفييف درايفر: صديقة كارلوتا، تقوم بصناعة القبعات، وتتم مناداتها كذلك جيني.
- براين مارتن: ممثل وسيم ومشهور يعمل مع جاين، نشأ في صغره مع كارلوتا، وله علاقة حب مع الآنسة درايفر.
- دونالد روس: ممثل شاب.
- المفتش جاب: مفتش من سكوتلاند يارد مكلف بالتحقيق في القضية.
- الآنسة كارول: مدبرة منزل اللورد إدجوير.
- التون: خادم اللورد إدجوير.
- اليس: خادمة جاين.

## الاقتباس
- تم تحويل الرواية إلى فيلم من 80 دقيقة عام 1934 يحمل الفيلم نفس اسم الرواية وهو من بطولة اوستن تريفور بدور هيركيول بوارو.
- تم تحويل الرواية إلى فيلم أمريكي من 87 دقيقة، عام 1985 من بطولة بيتر اوستينوف بدور بوارو، ويحمل الفيلم اسم النسخة الأمريكية (أي ثلاثة عشر شخصا على العشاء).
- كما تم تحويل الرواية إلى إحدى حلقات مسلسل "اغاثا كريستي بوارو" عام 2000 من بطولة ديفيد سوشي بدور بوارو مع بعض التعديلات على الأحداث والشخصيات.

## الترجمات العربية
- الجريمة الكاملة– ترجمة عمر عبد العزيز أمين – دار ميوزيك للطبع والنشر. وتحمل الرواية الرقم (30) ضمن السلسلة.[4](ردمك 9789953381763)
- مصرع اللورد – ترجمة د. زكي مرزا، المكتبة الحديثة بيروت ودار الشروق العربي بيروت.[5]
- جريمة الممثلة – مكتبة المعروف.[6]
- اللورد إدجوير يموت ـــ مكتبة جرير.[7]

## روابط خارجية
- معلومات حول الرواية في الموقع الرسمي لأغاثا كريستي (باللغة الإنجليزية).
- معلومات حول الفيلم المقتبس من الرواية عام 1934 (باللغة الإنجليزية).
- معلومات حول الفيلم المقتبس من الرواية عام 1985 (باللغة الإنجليزية).
- معلومات حول حلقة مسلسل «اغاثا كريستي بوارو» المقتبسة من الرواية (باللغة الإنجليزية).
- معلومات حول الرواية في الموقع الرسمي لدار الأجيال (باللغة العربية).